# Якимченко Олександр Георгійович
Олекса́ндр Гео́ргійович Яки́мченко (*1878—†1929) — український, російський і радянський художник.

## Біографія
Народився в Ніжині у сім'ї міщанина та француженки-гувернантки. У 1896 сім'я переїздить до Москви., де у 1900 р. Олександр закінчує Строгановське училище. Як одного з найкращих учнів його посилають у закордонну творчу поїздку. Він живе у Парижі, працює з місцевими художниками. Виставляється в салоні на Марсовому полі.
У 1907 р. О. Якимченко виставляється разом з московськими художниками товариства імені Леонардо да Вінчі.
У 1910—1913 р. знову їде в Париж і створює цілий «Бретонський цикл» картин.
У 1921 видав альбом ліногравюр «Місто».
Виставки робіт у: Москві, Ленінграді, Пермі, Парижі, Берліні (1922), Венеції (1924).
У 1991 р. дочка художника подарувала 73 збережених робіт художника на батьківщину — місту Ніжину.